# Confesiones de un asesino
Confesiones de un asesino es un reportaje emitido en el programa de televisión chileno Informe especial el 16 de agosto de 1993, en el cual el exagente secreto Michael Townley contó, durante una entrevista con el periodista Marcelo Araya, cómo asesinó e intentó asesinar a varios enemigos de la dictadura militar.

## Contenido del reportaje
El reportaje comenzó como una investigación en profundidad sobre el crimen del exministro de Relaciones Exteriores de Chile Orlando Letelier, ocurrido en Washington D. C. en 1976. El periodista a cargo, Marcelo Araya, junto a parte del equipo de Informe especial ha señalado que tuvo que enfrentar varios problemas para lograr que Michael Townley aceptara hablar, quien presentó exigencias a TVN sobre su seguridad.
Townley, un estadounidense que vivió su adolescencia y su juventud en Chile, admitió en la entrevista que duró dos horas, haber puesto la bomba que causó la muerte al excanciller socialista Orlando Letelier, exiliado desde el golpe de 1973, y su secretaria Ronnie Moffit, al estallar su auto en pleno centro de Washington el 21 de septiembre de 1976. El exagente dijo haber colocado la bomba con la ayuda de exiliados cubanos y por órdenes del entonces director de la Dirección de Inteligencia Nacional, (DINA), el general Manuel Contreras, y su jefe de operaciones, el coronel Pedro Espinoza. Contreras y Espinoza están condenados cumpliendo prisión.

## Emisión
Se ha señalado que el reportaje puso a prueba la autonomía de TVN, luego que el gobierno —encabezado en ese entonces por Patricio Aylwin— enviara una petición al canal el 2 de agosto de 1993 para no emitir el reportaje con la excusa de no poner a prueba la frágil democracia, restaurada 3 años antes. La emisión del reportaje fue suspendida en 2 ocasiones (el 3 y 5 de agosto), ante lo cual se sucedieron protestas de grupos políticos y sindicatos de periodistas. Se señaló que el gobierno solicitó postergar la emisión del reportaje debido a que en ese mismo momento se desarrollaba un juicio contra Manuel Contreras, director de la DINA e involucrado en el asesinato de Letelier.
El Ejército de Chile consideró la emisión del reportaje como un ataque al entonces comandante en jefe Augusto Pinochet.
Tras la emisión, TVN despidió a Patricio Caldichoury, editor de Informe especial y amonestó a Marcelo Araya, Santiago Pavlovic y Guillermo Muñoz, todos ellos periodistas del mismo programa.